# Парламентські вибори у Вануату 2004
Парламентські вибори у Вануату відбулись 6 липня 2004 року. Коаліція партії Вануаку й Національної об'єднаної партії здобула 18 місць (із 52) в парламенті, більше, ніж інші учасники, однак абсолютної більшості блок не отримав. В результаті було сформовано урядову коаліцію на чолі з Союзом поміркованих партій, чий лідер Серж Вохор і став прем'єр-міністром.
Результати виборів до парламенту Вануату 6 липня 2004
| Партії та блоки                                         | Голоси | % | Місця |
| ------------------------------------------------------- | ------ | - | ----- |
| VP-VNUP - Партія Вануаку - Національна об'єднана партія |        | . | 18    |
| Союз поміркованих партій                                |        | . | 9     |
| Республіканська партія Вануату                          |        | . | 4     |
| Конфедерація зелених                                    |        | . | 3     |
| Народна прогресивна партія                              |        | . | 3     |
| Меланезійська прогресивна партія                        |        | . | 2     |
| Національна асоціація Співтовариства                    |        | . | 2     |
| Партія народної дії                                     |        | . | 1     |
| Намангі Ауті                                            |        | . | 1     |
| Безпартійні                                             | -      | . | 9     |
| Разом                                                   |        |   | 52    |
| Джерело: IPU                                            |        |   |       |

До нового парламенту пройшли 50 чоловіків і 2 жінки.